# الحشیشیه
ال حشیشیاه یک منطقهٔ مسکونی در یمن است که در استان صنعا واقع شده‌است.